# عبدل‌آباد (قزوین)
عبدل‌آباد (قزوین)، روستایی از توابع بخش مرکزی شهرستان قزوین در استان قزوین ایران است. مردم این روستا به زبان ترکی آذربایجانی با لهجه محلی و همچنین عده‌ای به زبان فارسی با لهجه قزوینی سخن می‌گویند، و غار سنگی آن از جمله جاهای دیدنی عبدل‌آباد است.

## جمعیت
این روستا در دهستان اقبال شرقی قرار دارد و براساس سرشماری مرکز آمار ایران در سال ۱۳۸۵، جمعیت آن ۷۶۱ نفر (۲۰۶خانوار) بوده‌است.